# 月島のあ
月島 のあ（つきしま のあ、1982年6月25日 - ）は、日本の元AV女優。

## 略歴
2002年、「月島のあ」としてAVデビュー。

## 作品
- lanner's Vol.1 Love Memory（2002年10月24日、プランナーズ）※激薄・薄消し作品
- 女子校生潮吹きカメラリハ!12（2003年1月12日、クリスタル映像）他出演:楠木さやか、堀内まい、朝倉あかね
- 女子校生強制わいせつ 30（2003年1月12日、クリスタル映像）他出演:霞涼花、吉川あや、鈴原美幸
- Fresh Vol.4（2003年3月19日、フレッシュ）※激薄・薄消し作品
- Jack Fort Series Vol.16 NON STOP 女子高生（2003年3月28日、ジャックフォート）※激薄・薄消し作品 他出演:小竹るい、京野千夏
- Platinum Girl X Vol.5（2003年4月3日、大和塾）※激薄・薄消し作品
- Bright Light Bight Girl Vol.4（2003年4月4日、セクシャルモノローグ）※激薄・薄消し作品
- 百華の音!（2003年5月3日、DASH）共演:百華
- STREET 2 PREMIUM GIRL!!（2003年8月8日、アイデアポケット）他出演:持月真由、森乃ひよこ
- フライ Fry Vol.3（2003年8月18日、フライヤー） ※激薄・薄消し作品
- Premium girl /// DX remixed（2005年8月31日、アイデアポケット）他出演:井川しのぶ、愛内るい、持月真由、山咲樹里、加山由衣、仲根ゆか、山崎華奈、森乃ひよこ ※総集編
- フェラチオベスト（2006年3月9日、アイデアポケット）他多数出演 ※総集編

他